# Stefan–Boltzmanns lag
Stefan-Boltzmanns lag beskriver värmestrålningen för en kropp med temperaturen {\displaystyle T} till en omgivning med temperaturen {\displaystyle T_{0}}. {\displaystyle \epsilon } är emissionskoefficienten och är en konstant som ligger i intervallet (0,1]. {\displaystyle \epsilon } avgör hur mycket strålningsutbytet mellan kropparna är. För en perfekt svartkropp använder man {\displaystyle \epsilon =1}. Typiskt är att man använder {\displaystyle \epsilon =1} vilket är en approximation. {\displaystyle \sigma } betecknar Stefan-Boltzmanns konstant med värdet
{\displaystyle \sigma }  =  5,67·10−8  W m-2 K-4
Stefan-Boltzmanns värmestrålningslag skrivs som:
{\displaystyle {\frac {dQ}{dt}}=\epsilon \sigma (T^{4}-T_{0}^{4})A}
där {\displaystyle {\frac {dQ}{dt}}} betecknar värmetransporten från kroppen till dess omgivning (med enheten J/s = W), och {\displaystyle A} betecknar arean av den strålande kroppens yta.
Jožef Stefan visade först lagen i ett experiment 1879. 1884 lyckades Ludwig Boltzmann även härleda den teoretiskt.